# Édson Rivera
Édson Ulises Rivera Vargas (Guadalajara, 4 novembre 1991) è un calciatore messicano, attaccante del Leones Negros UdeG.

## Carriera
Dopo essere stato notato per le sue prestazioni nell'Atlas, nel 2011 si trasferisce allo Sporting Braga, firmando un contratto quinquennale.